# 约恩娜·安德松
约恩娜·安德松（瑞典語：Jonna Andersson，1993年1月2日—），瑞典女子足球运动员。她曾代表瑞典国家队参加2016年和2020年夏季奥林匹克运动会足球比赛，获得二枚银牌。